# Sturnus unicolor

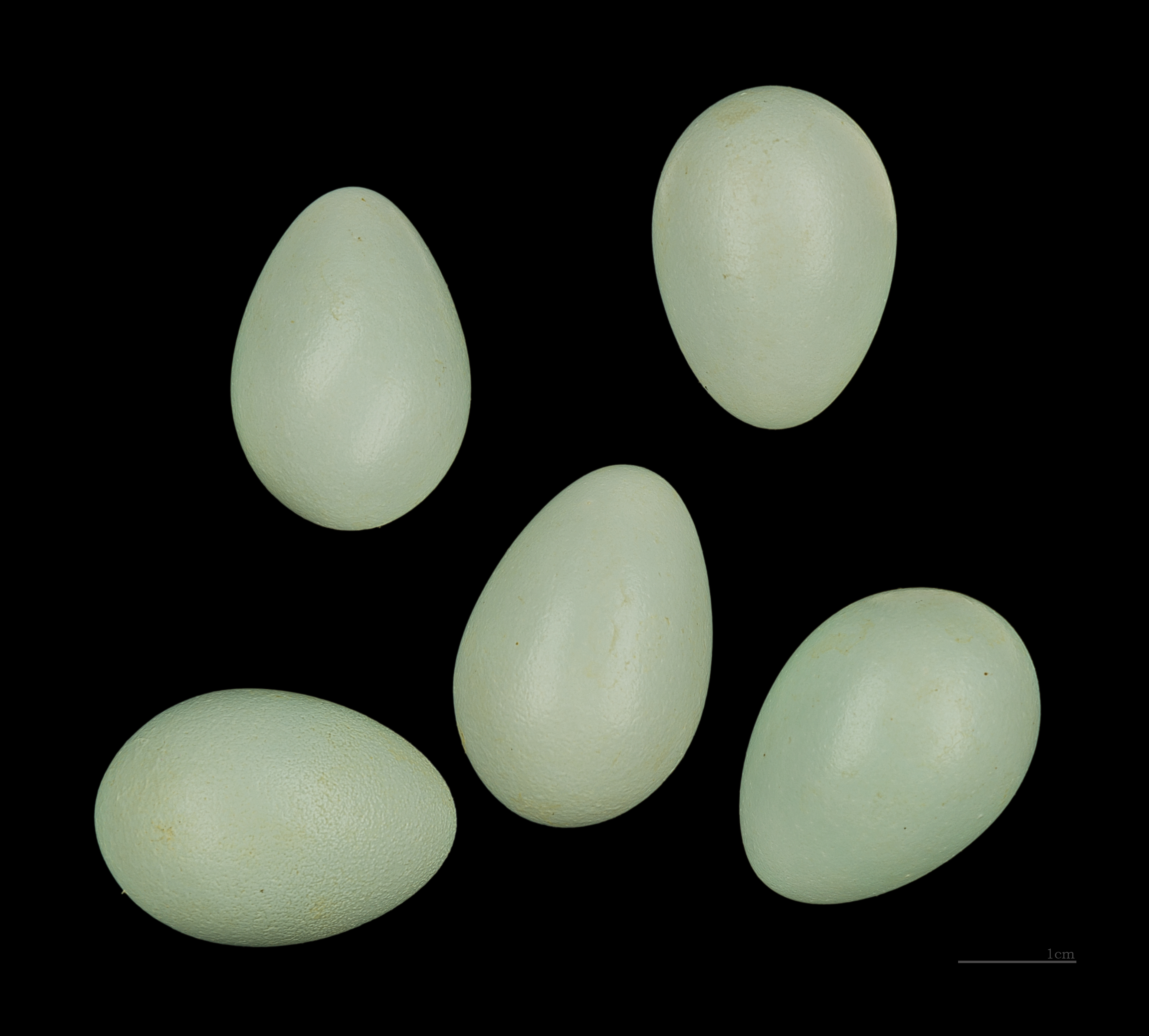
Sturnus unicolor

Lo storno nero (Sturnus unicolor, Temminck 1820) è un uccello della famiglia degli Sturnidae.

## Sistematica
Lo storno nero non ha sottospecie, è monotipico.

## Distribuzione e habitat
Vive nelle regioni che si affacciano sul Mar Mediterraneo occidentale; in Italia nidifica in prevalenza in Sicilia ed in Sardegna, in habitat antropizzati, sia con edificazioni che con terre coltivate.

## Biologia
Nidifica da marzo a giugno.